# 木刈
木刈（きかり）は、千葉県印西市の町丁。現行行政地名は木刈一丁目から木刈七丁目。郵便番号270-1359。

## 地理
北は浦部、白幡、北東は小倉、東は牧の木戸、南東は大塚、南は小倉台、南西は白井市桜台、西は白井市十余一、北西は浦幡新田に隣接している。

## 世帯数と人口
2017年（平成29年）10月31日現在の世帯数と人口は以下の通りである。
| 丁目       | 世帯数    | 人口    |
| ---------- | --------- | ------- |
| 木刈一丁目 | 282世帯   | 725人   |
| 木刈二丁目 | 414世帯   | 1,035人 |
| 木刈三丁目 | 208世帯   | 475人   |
| 木刈四丁目 | 436世帯   | 979人   |
| 木刈五丁目 | 196世帯   | 494人   |
| 木刈六丁目 | 311世帯   | 808人   |
| 木刈七丁目 | 179世帯   | 644人   |
| 計         | 2,026世帯 | 5,160人 |

## 小・中学校の学区
市立小・中学校に通う場合、学区は以下の通りとなる。
| 丁目       | 番地 | 小学校             | 中学校             |
| ---------- | ---- | ------------------ | ------------------ |
| 木刈一丁目 | 全域 | 印西市立木刈小学校 | 印西市立木刈中学校 |
| 木刈二丁目 | 全域 | 印西市立木刈小学校 | 印西市立木刈中学校 |
| 木刈三丁目 | 全域 | 印西市立木刈小学校 | 印西市立木刈中学校 |
| 木刈四丁目 | 全域 | 印西市立木刈小学校 | 印西市立木刈中学校 |
| 木刈五丁目 | 全域 | 印西市立木刈小学校 | 印西市立木刈中学校 |
| 木刈六丁目 | 全域 | 印西市立木刈小学校 | 印西市立木刈中学校 |
| 木刈七丁目 | 全域 | 印西市立木刈小学校 | 印西市立木刈中学校 |

## 施設

### 一丁目
- ガーデンハウス木刈第二団地集会所
- 浦幡新田公園
- 木刈東児童公園

### 二丁目
- 印西市立木刈小学校
- 印西市立木刈中学校
- きかり幼稚園
- ガーデンハウス木刈集会所
- 木刈中児童公園

### 三丁目
- 木刈三丁目集会所

### 四丁目
- 印西木刈郵便局
- 木刈四丁目集会所
- 木刈北児童公園

### 五丁目
- 木刈五丁目集会所

### 六丁目
- 木刈保育園
- 木刈六丁目コミュニティセンター
- 木刈西街区公園

## 交通

### 鉄道
地内に鉄道は通っていない。中央南にある北総鉄道北総線の千葉ニュータウン中央駅が利用できる。

### 道路
- 都道府県道
  - 千葉県道189号千葉ニュータウン北環状線